# Miguel Azcárate Iceta
Miguel Azcárate Iceta (Sant Sebastià, Guipúscoa, 19 d'octubre de 1938) és un exfutbolista professional basc de la dècada de 1960 que jugava com a davanter. Va jugar a Primera Divisió amb la Reial Societat i amb el Reial Betis.

## Clubs
| Club           | Anys        |
| -------------- | ----------- |
| Reial Societat | 1959 - 1963 |
| Burgos CF      | 1963 - 1964 |
| Reial Betis    | 1964 - 1970 |